# جون اندروز (عسكري)
جون اندروز (بالإنجليزية: John Andrews)‏ هو بحار أمريكي، (ولد في مقاطعة يورك في الولايات المتحدة 1821  م).